# Aloe murina
Aloe murina ist eine Pflanzenart der Gattung der Aloen in der Unterfamilie der Affodillgewächse (Asphodeloideae). Das Artepitheton murina stammt aus dem Lateinischen, bedeutet ‚die Maus betreffend‘  und verweist auf die mausgraue Farbe des Blütenstandes.

## Beschreibung

### Vegetative Merkmale
Aloe murina wächst stammlos oder kurz stammbildend und ist einfach. Der kriechende Stamm erreicht eine Länge von bis zu 15 Zentimeter. Die 15 bis 20 lanzettlichen Laubblätter bilden eine Rosette. Die dunkelgrüne, gelegentlich rötlich überhauchte Blattspreite ist 30 bis 40 Zentimeter lang und 5 bis 10 Zentimeter breit. Die Blattoberfläche ist rau. Die stechenden, braunen Zähne am  Blattrand sind 2 bis 3 Millimeter lang und stehen 7 bis 12 Millimeter voneinander entfernt. Der Blattsaft ist sehr hell gelb.

### Blütenstände und Blüten
Der Blütenstand weist bis zu 13 Zweige auf und erreicht eine Länge von bis zu 100 Zentimeter. Die lockeren Trauben sind 5 bis 20 Zentimeter lang und bestehen aus einseitswendigen Blüten. Die dreieckigen Brakteen weisen eine Länge von 6 Millimeter auf und sind 2 Millimeter breit. Die trüb bräunlichroten Blüten sind dicht weiß bereift und erscheinen dadurch rötlich grau. Sie stehen an 11 Millimeter langen Blütenstielen, sind 25 Millimeter lang und an ihrer Basis kurz verschmälert. Auf Höhe des Fruchtknotens weisen die Blüten einen Durchmesser von 8 Millimeter auf. Darüber sind sie auf 7 Millimeter verengt. Ihre äußeren Perigonblätter sind auf einer Länge von 8 bis 11 Millimetern nicht miteinander verwachsen. Die Staubblätter und der Griffel ragen 2 bis 4 Millimeter aus der Blüte heraus.

## Systematik und Verbreitung
Aloe murina ist in Kenia in der Provinz Rift Valley auf Humustaschen an Felshängen in einer Höhe von 1500 Metern verbreitet. Die Art ist nur aus dem Gebiet des Typusfundortes bekannt.
Die Erstbeschreibung durch Leonard Eric Newton wurde 1992 veröffentlicht.

## Nachweise